# Конева (приток Тыпыла)
Конева — река в России, протекает в Пермском крае и Свердловской области. Устье реки находится в 46 км по правому берегу реки Тыпыл. Длина реки составляет 10 км.
Исток реки в горах Среднего Урала на восточных склонах горы Бурнимский Камень (813 м НУМ). Гора служит водоразделом трёх бассейнов — Вишеры, Яйвы и Косьвы — на южных склонах горы берёт начало Яйва, а на северных — Бурнима (бассейн Вишеры). Исток лежит в Александровском районе Пермского края, вскоре после истока река перетекает в Городской округ Карпинск Свердловской области. Конева течёт на восток, течение носит бурный горный характер. Притоки — Коневская Рассоха 1-я (левый), Коневская Рассоха 2-я (правый).

## Данные водного реестра
По данным государственного водного реестра России относится к Камскому бассейновому округу, водохозяйственный участок реки — Косьва от истока до Широковского гидроузла, речной подбассейн реки — бассейны притоков Камы до впадения Белой. Речной бассейн реки — Кама.
Код объекта в государственном водном реестре — 10010100312111100008553.